# Róża (Gostomia)
Róża (niem. Rose) – część wsi Gostomia w Polsce, położona w województwie opolskim, w powiecie prudnickim, w gminie Biała. Historycznie leży na Górnym Śląsku, na ziemi prudnickiej.
W latach 1975–1998 Róża administracyjnie należała do ówczesnego województwa opolskiego.

## Historia

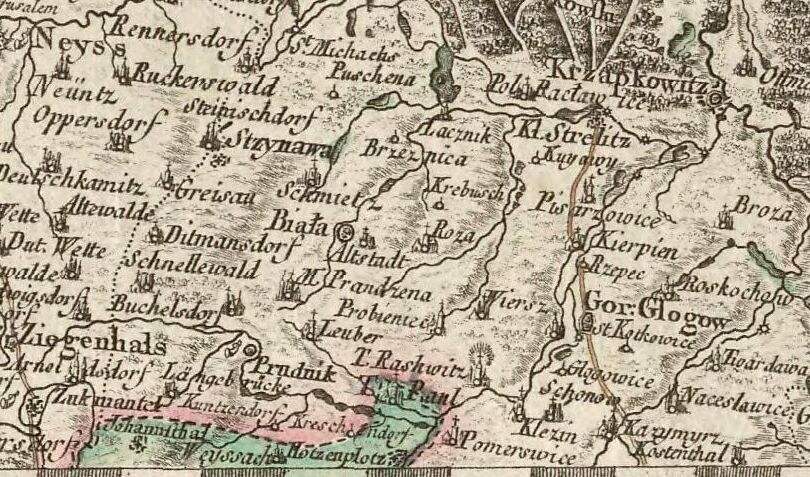
Róża (Roza) wśród miejscowości ziemi prudnickiej na polskojęzycznej mapie z 1772

Do 1742 wieś należała do powiatu sądowego głogóweckiego w Monarchii Habsburgów. Po I wojnie śląskiej znalazła się w granicach Królestwa Prus i weszła w skład powiatu prudnickiego w prowincji Śląsk.
W 1921 w zasięgu plebiscytu na Górnym Śląsku znalazła się tylko część powiatu prudnickiego. Róża znalazła się po stronie wschodniej, w obszarze objętym plebiscytem.
1 października 1948 r. nadano miejscowości, wówczas administracyjnie związanej z Gostomią, polską nazwę Róża. Według podziału administracyjnego województwa opolskiego na dzień 31 sierpnia 1964, Róża (Róż), jako przysiółek Gostomi, należał do gromady Gostomia.